# Claude Spierre
 (mai 2023).
Si vous disposez d'ouvrages ou d'articles de référence ou si vous connaissez des sites web de qualité traitant du thème abordé ici, merci de compléter l'article en donnant les références utiles à sa vérifiabilité et en les liant à la section « Notes et références ».
Claude Spierre (ou Claude Spire ou Pierre) est un peintre et graveur lorrain, né à Nancy, baptisé le 15 novembre 1642 et mort à Lyon le 1er mars 1681.

## Biographie
Peu d'éléments de sa biographie sont connus. Il est né du second mariage du cordonnier Spierre (ou Pierre) avec Marguerite Vannier. Il est le frère cadet de François Spierre. Ils ont reçu leurs premières leçons de dessin du frère carme Georges. Jean de Mahuet les a envoyés à Rome. Ils ont fait tous les deux un séjour à Rome où il a été l'élève de Pierre de Cortone avec qui il a travaillé.
Il est à Lyon en 1679 où il peint des tableaux pour l'église Saint-Nizier de Lyon.
Il se tue en tombant d'un échafaudage alors qu'il travaillait dans l'église Saint-Nizier. Dans son acte d'enterrement, il est dit qu'il est mort dans un logement de la rue de l'Arbre-Sec de Lyon, et qu'il a été inhumé dans l'église Saint-Nizier le 2 mars 1681,.

## Œuvres

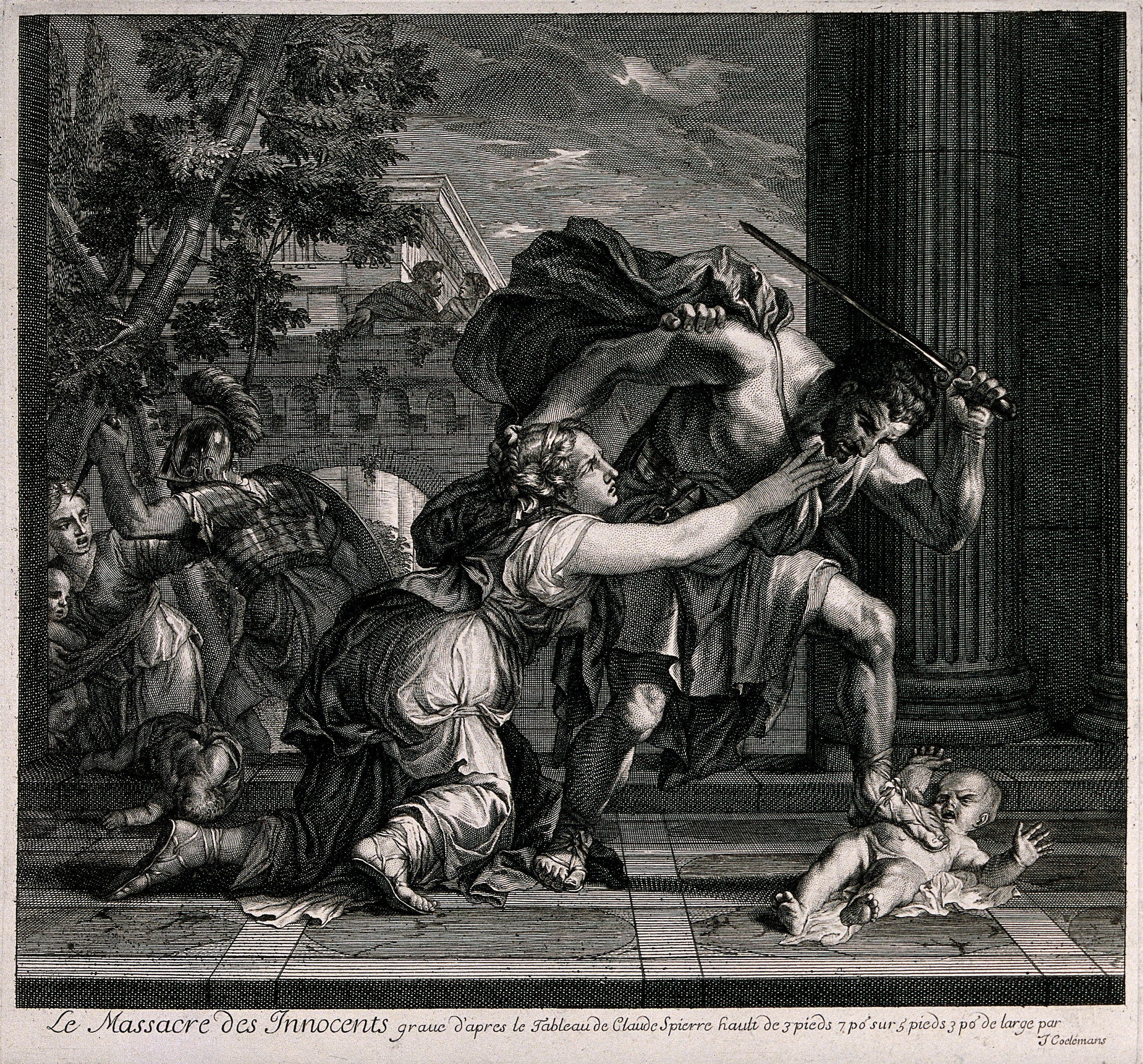
Massacre des innocentsTableau de la collection de Jean-Baptiste Boyer d'Éguilles, gravé par Jacques Coelemans.

Le tableau intitulé Massacre des innocents a fait partie du cabinet de Jean-Baptiste Boyer d'Éguilles. Il a été gravé par Jacques Coelemans.
Un second tableau, Abel pleuré par Adam et Ève, a appartenu à son bienfaiteur M. de Mahuet, puis à Dominique Anthoine, banquier à Nancy.
Un troisième tableau titré Saint Pierre aux liens a été donné par le maréchal de Villeroy pour l'église de l'abbaye de Saint-Pierre-les-Nonnains de Lyon.
Avec Thomas Blanchet, il a réalisé dans le chœur des chanoines de l'église Saint-Nizier le cycle consacré aux Miracles du Christ. Les tableaux Le Paralytique à la piscine, La Prière du centenier exaucée, Les Vendeurs chassés du temple et Le Sauveur guérissant un possédé qu'il avait peint pour ce cycle ont été perdus. Il s'est tué alors qu'il réalisait un Jugement universel  au revers de la façade de l'église.